# یوزف رایتر (جودوکار)

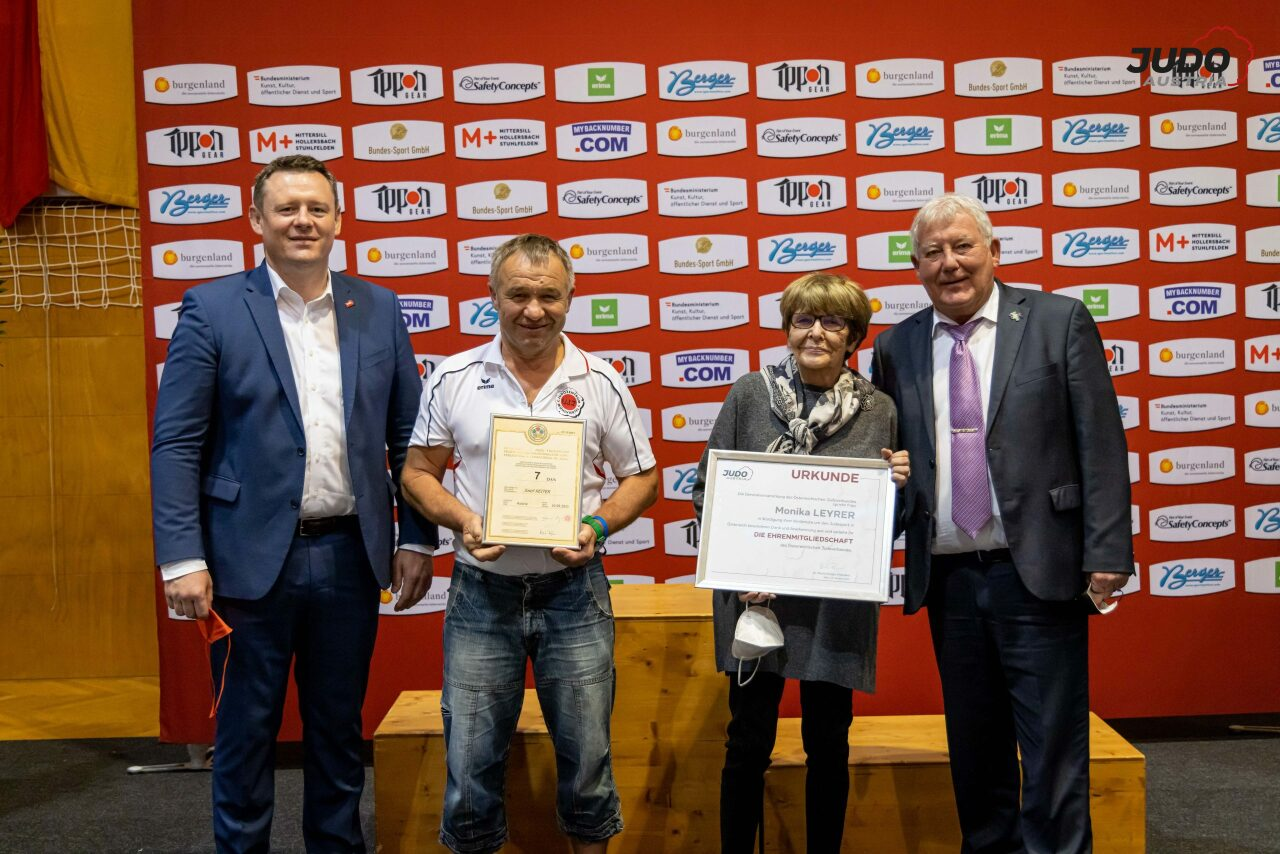
یوزف رایتر - ۲۰۲۱

یوزف رایتر (آلمانی: Josef Reiter؛ زادهٔ ۸ ژانویهٔ ۱۹۵۹) جودوکار اهل اتریش بود.